# Djupgölen (Sillhövda socken, Blekinge)
Djupgölen är en sjö i Karlskrona kommun i Blekinge och ingår i Lyckebyån-Nättrabyåns kustområde.